# Mats Holmquist
Mats Holmquist, född 22 april 1960, är en svensk musiker och orkesterledare. Han leder storbandet Mats Holmquist Stora Stygga och har samarbetat med artister som Tommy Körberg, Monica Zetterlund, Lill Lindfors, Putte Wickman, Svante Thuresson, Viktoria Tolstoy. med flera.
Holmquist utbildar i storbandsmusik över stora delar av världen. Till stor del baseras undervisningen på hans egen bok "Den generella metoden" från 2013.
År 2011 blev Holmquist anställd som konstnärlig ledare för "JZ All Star Big Band" i Shanghai. Där startade han 2013 ett software-företag som utvecklat musikappen Take7. År 2014–2018 gav Holmquist ut 4 CD-skivor på amerikanska skivbolaget Summit/MAMA Records med artister som Dave Liebman, Randy Brecker, Dick Oatts, lettiska radions storband och UMO Big Band.

## Diskografi
- 1986 – Tales of time (Mats Holmquist Group, stråkkvartetten Sophisticated Ladies & Lena Willemark)
- 1992 – One million circumstances  (Mats Holmquist Stora Stygga)
- 1996 – 12 standards  (Mats Holmquist Stora Stygga)
- 2003 – A tribute to Chick Corea  (Mats Holmquist Stora Stygga)
- 2014 – A tribute to Wayne Shorter  (Dave Liebman Big Band & M.H.)
- 2016 – Tribute to Herbie +1  (Dick Oatts/Mats Holmquist New York Jazz Orchestra)
- 2017 – Big Band Minimalism  (Mats Holmquist & Latvian Radio Big Band with guests Randy Brecker, Dick Oatts )
- 2018 – Together  (Randy Brecker, M.H. & UMO Big Band)